# Rhingia coerulea
Rhingia coerulea är en tvåvingeart som beskrevs av Mario Bezzi 1912. Rhingia coerulea ingår i släktet näbblomflugor, och familjen blomflugor.
Artens utbredningsområde är Guinea-Bissau. Inga underarter finns listade i Catalogue of Life.